# 小方恵子
小方 恵子（おがた けいこ、6月16日 - ）は、日本のフリーアナウンサー（元千葉テレビ、新潟総合テレビ、FM新潟アナウンサー）。

## 人物・略歴
- 新潟県三島郡三島町（現長岡市）出身。短大卒業後[1]、千葉テレビ、新潟総合テレビ、FM新潟を経て現在フリー。新潟県内を中心に活躍している。
- 新潟総合テレビ時代には、明石家さんまと小堺一機が司会するフジテレビのFNS系列局の地方の番組を紹介する番組に、同局代表として出演する。
- 2004年6月にFM新潟を退社し、フリーになる。その後は、新潟市内の結婚式場の司会業を中心に、同局のニュース読みを担当したり、FM PORTの『MORNING GATE 』、『Paraiso Omelette 』の臨時ピンチヒッター役等を務めている。
- 2014年4月6日から2017年3月26日まで、FM PORTの『Bon repos! Soleil』にてレギュラー・ナビゲーターを担当[2]。同年4月2日からは同局の『Ladybird 』にてナビゲーターを担当している。

## 出演番組

### 新潟総合テレビ時代
- NSTくらしの情報
- 『おもしろバラエティ 「さんま・一機のその地方でしか見られない面白そうな番組を全国のみんなで楽しく見ちゃおうとする番組」シリーズ 』新潟総合テレビ代表（フジテレビ）

など

### FM新潟時代
- 『NTTマニキュアタイム』
- 『FM HEADLINE』
- 『SOUND SPLASH』

など

### フリー以降
- 『FM新潟ニュース』（FM新潟）
- 『Bon repos! Soleil』(FM PORT、2014年4月6日 - 2017年3月26日)
- 『Ladybird』（FM PORT、2017年4月2日 -）
- 『MORNING GATE』、『Paraiso Omelette』臨時ナビゲーター（FM PORT。いつも同番組を担当しているナビゲーターが休みのときにピンチヒッターで登場。）
- 「コメリホームセンター」「中越通運」等のCMナレーション

など